# Jimmy Johnson (entrenador)
James William "Jimmy" Johnson (Port Arthur, Texas, Estados Unidos; 16 de julio de 1943) es un exjugador y exentrenador de fútbol americano estadounidense y jugador de Survivor: Nicaragua.
Johnson jugó a nivel universiario en Arkansas, donde ganó el campeonato nacional en 1964. Tras no ser drafteado por la NFL, inició su carrera como entrenador en 1965 ejerciendo labores de asistente y coordinador en distintas universidades. Obtuvo su primer trabajo como entrenador jefe en 1979 con Oklahoma State y en 1984 fichó por Miami, donde lideró a los Hurricanes al título nacional de 1987.

## Carrera profesional
En 1989, Jerry Jones, el nuevo propietario de los Dallas Cowboys, un viejo amigo y excompañero en la Universidad de Arkansas, le ofreció convertirse en el nuevo entrenador en sustitución de Tom Landry quien había entrenado el equipo desde sus inicios en 1960. Johnson se encontraría con su ex dirigido en los Miami Hurricanes, Michael Irvin y en su primera temporada como entrenador los Cowboys terminaron con un récord de 1-15. Sin embargo no tardaría demasiado en moldear un equipo que ganaría los Super Bowl XXVII y XXVIII.
Johnson es uno de solo seis entrenadores en la historia de la NFL (incluyendo a Vince Lombardi, Don Shula, Chuck Noll, Mike Shanahan y Bill Belichick) en ganar dos Super Bowls consecutivos. Después de la temporada de 1993 problemas con Jerry Jones provocaron la renuncia de Jimmy Johnson en 1994 y arruinarían la posibilidad de que los Cowboys ganaran un tercer Super Bowl consecutivo y hacer historia puesto que ningún equipo ha sido hasta la fecha capaz de hacerlo.
Para la temporada de 1994, con Barry Switzer en el banquillo los Cowboys perderían la oportunidad de jugar el Super Bowl al ser derrotados por los San Francisco 49ers en el juego de campeonato de la NFC pero en la temporada siguiente, 1995, finalmente volvieron al gran juego donde vencerían a los Pittsburgh Steelers haciendo historia de cualquier manera porque se convirtieron en el primer equipo en ganar tres títulos en un lapso de cuatro años. Muchos le dan crédito de ese título a Jimmy Johnson aunque muchos de los jugadores que él había dirigido ya no estaban con el equipo.
En 1996 Johnson fue contratado como nuevo entrenador en jefe de los Miami Dolphins sustituyendo nuevamente a otro entrenador legendario, Don Shula y dirigiendo a uno de los mejores quarterbacks de la historia: Dan Marino. Sus números sin embargo no fueron buenos y renunciaría tres años después en 1999 poniendo fin así a su carrera como entrenador.